# Archeguina alternata
Archeguina alternata är en insektsart som beskrevs av Young 1993. Archeguina alternata ingår i släktet Archeguina och familjen dvärgstritar. Inga underarter finns listade i Catalogue of Life.